# Route nationale 50 (Luxembourg)
Pour les articles homonymes, voir N50 et Route nationale 50.
La route nationale 50 est une route nationale luxembourgeoise.